# Callopora minuta
Callopora minuta är en mossdjursart som beskrevs av Harmelin 1973. Callopora minuta ingår i släktet Callopora och familjen Calloporidae. Inga underarter finns listade i Catalogue of Life.